# Rodolfo Fernandes (político)
Rodolfo Fernandes de Oliveira Martins (Portalegre, 24 de maio de 1875 – Rio de Janeiro, 11 de outubro de 1927) foi um político brasileiro que sido intendente municipal de Mossoró, cargo equivalente ao de prefeito, de 1926 a 1928. Tornou-se notório por mobilizar a resistência da cidade ao ataque do cangaceiro Lampião, em 13 de junho de 1927, fato que ficou conhecido como batismo de fogo de Mossoró. A cidade de Rodolfo Fernandes, emancipada em 9 de maio de 1962, foi nomeada em sua homenagem. Em 2022, 95 após a invasão, a Câmara de Vereadores de Mossoró criou a Medalha Rodolfo Fernandes. A prefeitura de Mossoró está sediada no Palácio da Resistência, que era a casa de Rodolfo Fernandes.